# Log pri Vrhovem
Log pri Vrhovem este o localitate din comuna Radeče, Slovenia, cu o populație de 84 de locuitori.